# Saeko Himuro
Saeko Himuro (jap. 氷室 冴子, Himuro Saeko; geboren am 11. Januar 1957 in Iwamizawa auf Hokkaidō als Saeko Usui (碓井 小恵子, Usui Saeko); gestorben am 6. Juni 2008) war eine japanische Schriftstellerin.
Himuro war die Verfasserin von über drei Dutzend Romanen, von denen acht als Mangas adaptiert wurden. Weitere Mangas stammten von ihr selbst. Daneben inspirierte sie andere Manga-Autoren und diverse Verfilmungen und gehörte in den 1980er- und 90er-Jahren zu den populärsten Shūeisha-Autoren. Am bekanntesten außerhalb Japans wurde ihr Roman Umi ga kikoeru (dt. Ich kann das Meer hören; engl. The Ocean Waves), der die Vorlage zu dem Anime-Film Umi ga kikoeru von 1993 lieferte. Neben Romanen und Mangas war Himuro auch die Autorin von Essays. Sie starb im Juni 2008 im Alter von 51 Jahren an Lungenkrebs.